# Dimitri Alexandrowitsch Wentzel
Dimitri Alexandrowitsch Wentzel (russisch Димитрий Александрович Вентцель, wiss. Transliteration Dimitrij Aleksandrovič Ventcel'; * 16. Oktoberjul. / 28. Oktober 1898greg. in Moskau; † 20. Juli 1955 ebenda) war ein russischer Physiker und Hochschullehrer.

## Leben
Wentzel stammte aus einer Adelsfamilie. Sein Vater war Verkehrsingenieur, so dass die Familie häufig umzog. Im Ersten Weltkrieg schloss Wentzel den Gymnasiumsbesuch 1916 in Petrograd ab und begann das Studium an der physikalisch-mathematischen Fakultät der Universität Petrograd. 1917 wurde er zur Armee eingezogen, absolvierte die Ausbildung an der Konstantin-Artilleriehochschule und kam an die Front. Nach der Oktoberrevolution kehrte er 1918 nach Petrograd zurück und wurde zunächst Student am Institut für Verkehrswesen. 1919 wechselte er zur Artillerieakademie der Roten Armee, an der er das Studium 1922 abschloss.
Nach dem Studium arbeitete Wentzel in der Kommission für besondere Artillerieversuche. 1926 wurde er Mitarbeiter des Laboratoriums für Gasdynamik, das von Nikolai Iwanowitsch Tichomirow geleitet wurde und in dem die Raketenentwicklung stattfand. Im gleichen Jahr verteidigte er seine Dissertation über die Berechnung von Trajektorien für die Erlangung der Lehrberechtigung. Ab 1930 lehrte er in Leningrad an der Artillerieakademie der Roten Armee.
1934 wurde Wentzel zum Doktor der technischen Wissenschaften promoviert, zum Professor ernannt und Leiter des Lehrstuhls für Luftfahrtballistik der Moskauer Militärakademie für Ingenieure der Luftstreitkräfte „Prof. N. J. Schukowski“ berufen. 1935 wurde er zum Brigadeingenieur und 1943 zum Generalmajor befördert. 1946 wirkte er an der Gründung der Moskauer Akademie der Artilleriewissenschaften mit (1953 aufgelöst, 1994 als Russische Akademie für Raketen- und Artilleriewissenschaften neu gegründet), deren Wirkliches Mitglied er dann war. Im Mittelpunkt seiner wissenschaftlichen Arbeit standen die Außen- und Innenballistik, für die er zwei Lehrbücher verfasste. Jewgeni Iwanowitsch Sababachin war einer seiner Schüler.
Wentzel war verheiratet mit der Mathematikerin Jelena Sergejewna geborene Dolginzewa. Der Mathematiker Alexander Wentzel und der Militäringenieur Michail Dmitrijewitsch Wentzel waren ihre Söhne.
Wentzel starb an einem Herzinfarkt. Er wurde auf dem Moskauer Donskoi-Friedhof begraben.

## Ehrungen, Preise
- Leninorden
- Orden des Vaterländischen Krieges II. Klasse
- Orden des Roten Sterns
- Medaille „Sieg über Deutschland“
- Stalinpreis III. Klasse (1951)